# Kappel am Krappfeld
Kappel am Krappfeld osztrák község Karintia Sankt Veit an der Glan-i járásában. 2016 januárjában 2007 lakosa volt.

## Elhelyezkedése

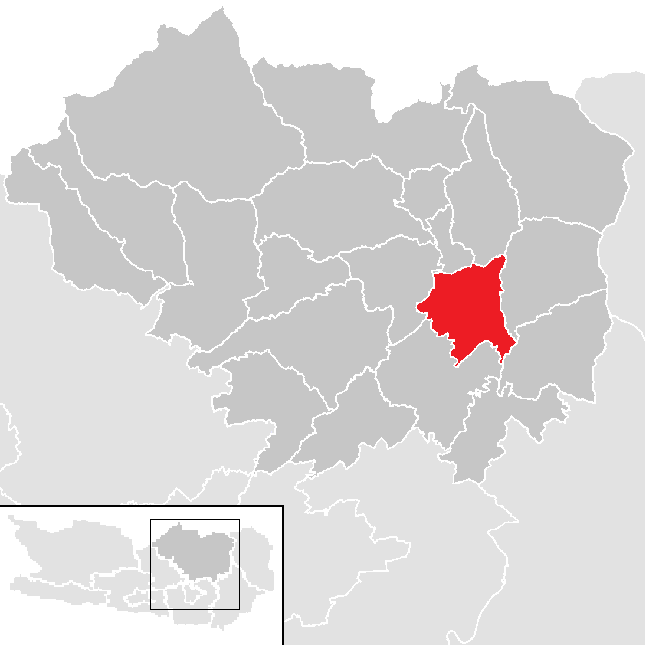
Kappel am Krappfeld a Sankt Veit-i járásban

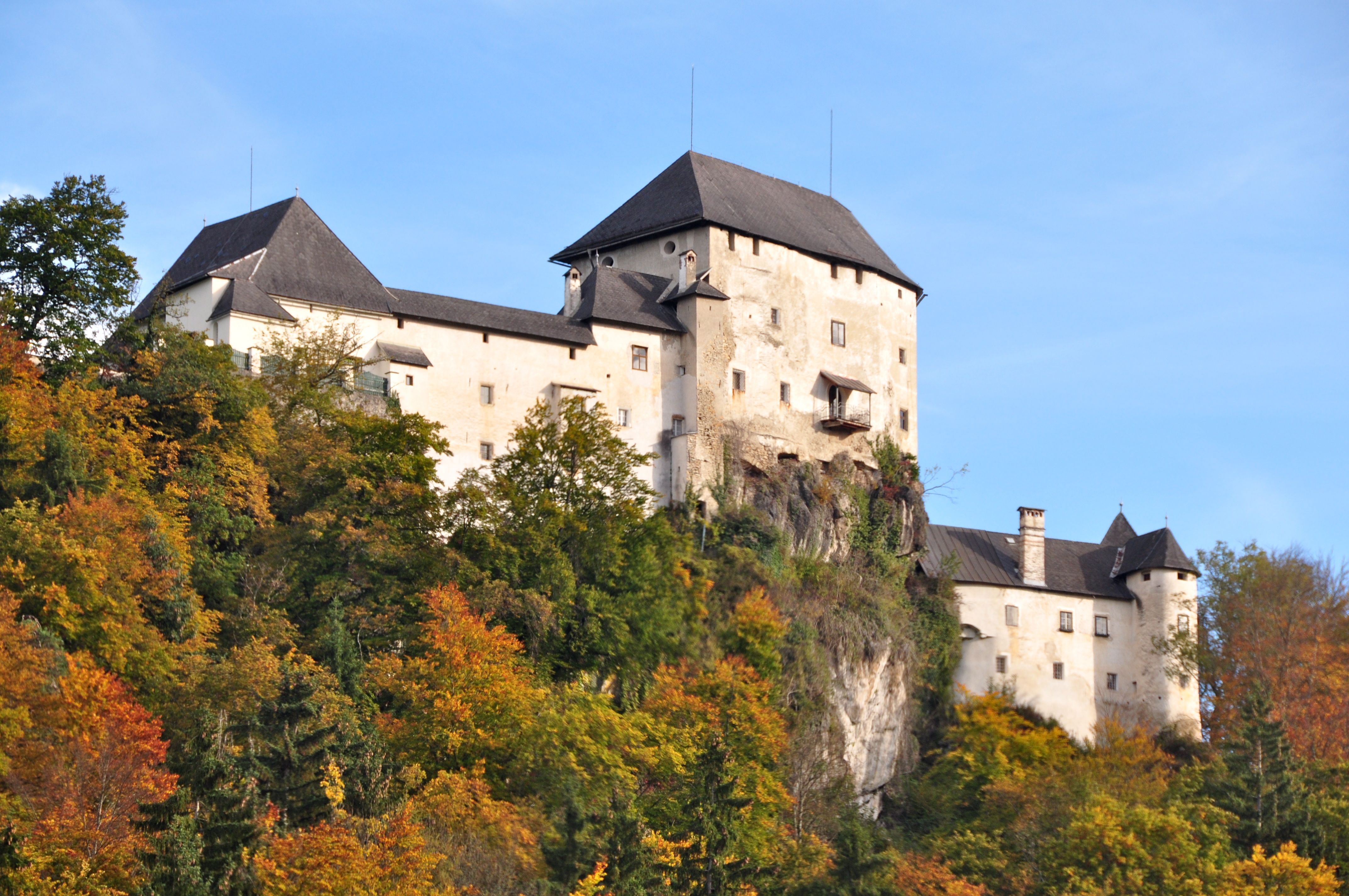
Mannsberg vára

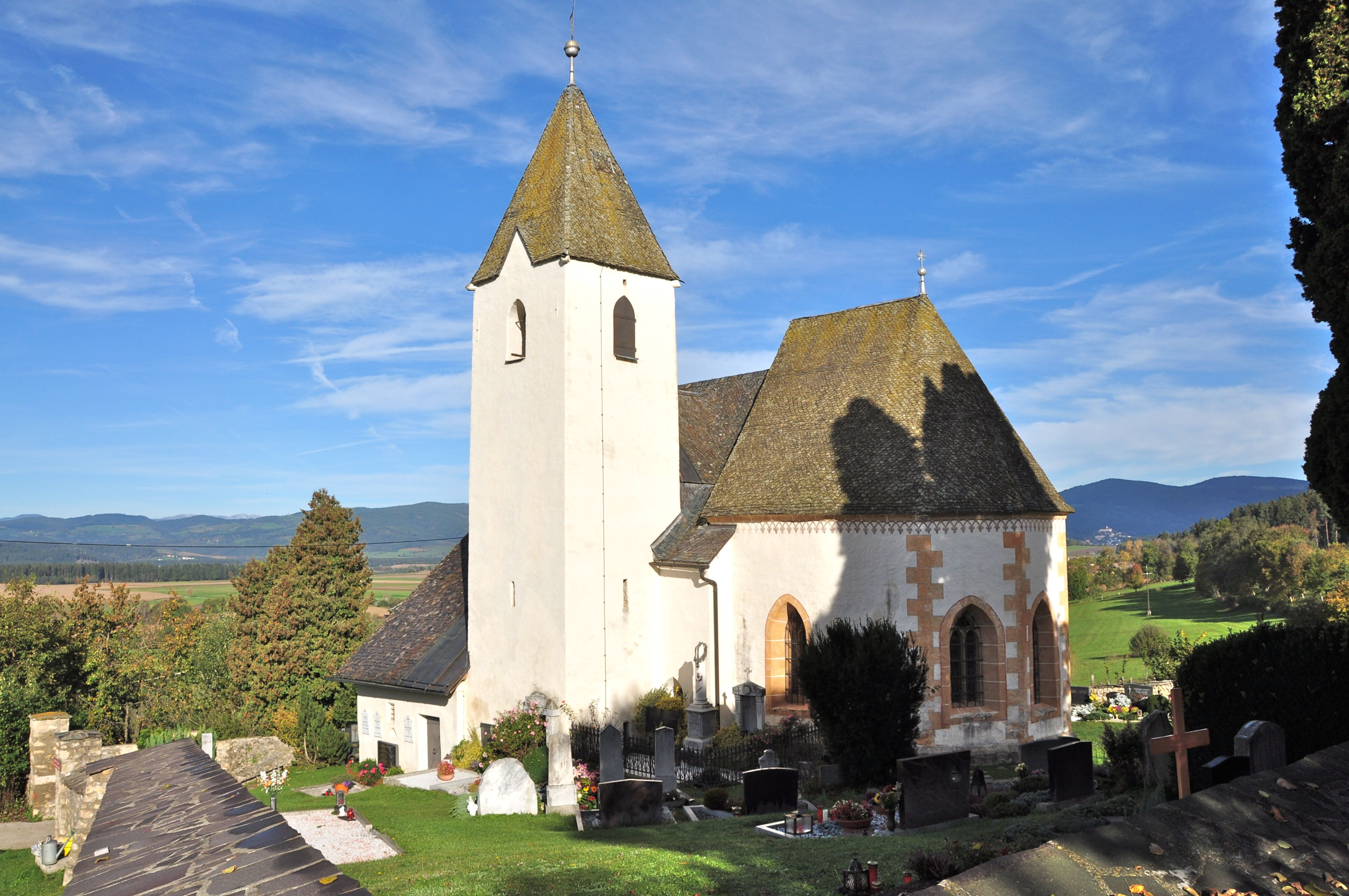
Sankt Martin temploma

Kappel am Krappfeld Karintia keleti részén fekszik, mintegy 25 km-re északkeletre Klagenfurttól. Területének nagy része a Gurk folyó (a Dráva mellékfolyója) völgyében fekvő sík Krappfeld területére esik. A patakok, folyók többsége a Gurkba torkollik. Az önkormányzat 6 katasztrális községben 39 falut és más települést fog össze, amelyek lakossága 481 (Passering) és 0 (Gutschen) között változik.
A környező települések: északra Althofen és Guttaring, keletre Klein Sankt Paul, délkeletre Eberstein, délre Sankt Georgen am Längsee, nyugatra Mölbling.

## Története
A termékeny régió már a kelta és római időkben is viszonylag sűrűn lakott volt. Sankt Martin templomát 991/1023-ban, Altmannsberg várát 1065-ben, a kappeli Szt. Pál-templomot 1158-ban említik először az írott források.
A falu neve abból a kápolnából származik, amelyből aztán Sankt Martin temploma származott. A 15. és 18. század között az egyházközségben a friesachi Szt. Bertalan-templom papjai látták el a lelkipásztori szolgálatokat. Mannsberg vára 1627-től 1876-ig a gurki székesegyház prépostjának birtokában volt.
1850-ben megalakult Krasta és Silberegg községi tanácsa, amelyek 1870-ben az utóbbi neve alatt egyesültek. Az önkormányzat a mai formájában 1958-ban jött létre. 

## Lakosság
A kappeli önkormányzat területén 2016 januárjában 2007 fő élt, ami visszaesést jelent a 2001-es 2107 lakoshoz képest. Akkor a helybeliek 94,2%-a volt osztrák állampolgár. 86,6%-uk katolikusnak, 3,4% evangélikusnak, 2,8% mohamedánnak, 5,6% pedig felekezeten kívülinek vallotta magát. 

## Látnivalók
- a kappeli Szt. Pál megtérése-plébániatemplom és gótikus csontkamrája
- Mannsberg várát először 1065-75-ben említi a brixeni püspök
- Altmannsberg várának romjai. A 16. századig volt lakott
- Szt. Flórián-templom
- a silbereggi kastély mai formájában a 16. században készült el

## Híres kappeliek
- Maria Lassnig (1919–2014) festő

## Testvértelepülések
- Nyulas, Ausztria

## Fordítás
- Ez a szócikk részben vagy egészben  a   Kappel am Krappfeld című német Wikipédia-szócikk ezen változatának fordításán alapul.  Az eredeti cikk szerkesztőit annak laptörténete sorolja fel. Ez a jelzés csupán a megfogalmazás eredetét és a szerzői jogokat jelzi, nem szolgál a cikkben szereplő információk forrásmegjelöléseként.